# Motor PSA EC
El motor EC es un motor del fabricante francés Groupe PSA que se empezó a fabricar en 2012 sustituyendo al Motor PSA TU para mercados donde prime la sencillez de los motores como China, Europa del Este o Latinoamérica.
El EC5 está basado en el TU5 JP4. A partir de esta base se realizaron modificaciones en el bloque para reducir la fricción y se instalaron árboles de levas con distribución variable. El EC5 cumple la normativa Euro 5 y Euro 6. Todos cuentan con catalizador.
A partir del EC5 se creó el EC8, que es el mismo motor, pero aumentando la cilindrada de 1587 cm³ a 1813 cm³.

## EC5
El EC5 tiene una cilindrada de 1587 cm³, con un diámetro de 78,5 mm (3,09 pulgadas) y una carrera de 82 mm (3,23 pulgadas). Tiene una potencia máxima de 115 CV (85 kilovatios) @ 5750 rpm y un par motor máximo de 150 Nm @ 4000 rpm.
Sus usos son en:
- Peugeot 206 XS Premium --> TU5JP4
- Peugeot 208 Active
- Peugeot 208 Allure
- Peugeot 208 Feline
- Peugeot 301
- Peugeot 307 --> TU5JP4
- Peugeot 308
- Peugeot 408
- Peugeot Partner
- Citroën C-Elysée
- Citroën C3 Aircross
- Citroën C3 XR
- Dongfeng Fengshen L60

## EC8
El EC8 tiene una cilindrada de 1813 cm³, con una potencia máxima de 139 CV (102 kilovatios) @ 6300 rpm y un par motor máximo de 172 Nm @ 3500 rpm.
Sus usos son en
- Peugeot 408
- Citroën C4 Lounge
- Citroën DS5
- Chevrolet Niva II

- Datos: Q25399950